# Kanton Côte d'Argent
Côte d'Argent is een kanton van het Franse departement Landes. Het kanton omvat een deel van het arrondissement Mont-de-Marsan en een deel van het arrondissement Dax
Het werd opgericht bij decreet van 18 februari 2014 en is effectief sinds de departementale verkiezingen op 22 maart 2015. Het omvat de gemeenten van de afgeschafte kantons Mimizan en Castets.
Het is 968 km² groot en telt (2013) 23011 inwoners.

## Gemeenten
Het kanton Côte d'Argent omvat de volgende gemeenten:
- Aureilhan
- Bias
- Castets
- Léon
- Lévignacq
- Linxe
- Lit-et-Mixe
- Mézos
- Mimizan (hoofdplaats)
- Pontenx-les-Forges
- Saint-Julien-en-Born
- Saint-Michel-Escalus
- Saint-Paul-en-Born
- Taller
- Uza
- Vielle-Saint-Girons